# 장촌초등학교
장촌초등학교는 대한민국 경기도 고양시 일산서구에 있는 공립 초등학교이다.

## 학교 연혁
- 1994. 11. 01 백암국민학교 설립 인가
- 1995. 03. 01 백암국민학교 개교(6학급 편성)
- 1996. 01. 13 장촌국민학교로 교명 변경
- 1996. 03. 01 장촌초등학교로 교명 변경
- 2012. 09. 01 제7대 권오분 교장 취임
- 2013. 09. 01 병설유치원 3학급 개원
- 2015. 02. 13 제20회 졸업식(63명)
- 2015. 03. 01 제8대 김종각 교장 취임
- 2015. 03. 01 초등학교 13학급 편성

## 참고 자료
- 장촌초등학교 - 한국교육학술정보원 학교알리미